# Who Let the Dogs Out (álbum)
Who Let the Dogs Out é um álbum de estúdio do grupo Baha Men, lançado em 2000. Esse álbum atingiu a 5 posição na Billboard 200.

## Faixas
1. "Who Let the Dogs Out?"
2. "You All Dat"
3. "Get Ya Party On"
4. "Getting Hotter"
5. "Summer of Love"
6. "You Can Get It"
7. "It's All in the Mind"
8. "Where Did I Go Wrong"
9. "You're Mine"
10. "What's Up, Come On"
11. "Shake It Mamma"
12. "Who Let the Dogs Out? (Barking Mad Mix)"